# أكيهيرو أسانوما
أكيهيرو أسانوما (浅沼昭弘 أسانوما أكيهيرو) هو رسام أنمي ولد في محافظة غونما.

## أعماله في الأنمي

### مسلسلات أنمي تلفزيونية
- مغامرات نغم (فحص الرسوم البينية)
- المقاتل النبيل (الرسوم المفتاحية)
- ملفات قضايا كيندايتشي (إخراج الرسوم المتحركة)
- ملفات قضايا كيندايتشي R (تصميم الشخصيات، إخراج الرسوم المتحركة الرئيسي)
- سايلنت موبيوس (إخراج الرسوم المتحركة)
- لوست يونيفرس (إخراج الرسوم المتحركة)
- فايس كرويتز (إخراج الرسوم المتحركة)
- سايبورغ كورو-تشان (إخراج الرسوم المتحركة، الرسوم المفتاحية)
- أدغال الديجيتال (إخراج الرسوم المتحركة)
- هاجيمي نو إيبو (الرسوم المفتاحية)
- أبطال الديجيتال الجزء الثالث (إخراج الرسوم المتحركة)
- أبطال الديجيتال الجزء الرابع (إخراج الرسوم المتحركة)
- إندماج الديجيمون (تصميم الشخصيات، إخراج الرسوم المتحركة الرئيسي)
- أبطال الديجيتال: (إخراج الرسوم المتحركة الرئيسي)
- أوف سايد (إخراج الرسوم المتحركة)
- غيغيغي نو كيتارو (2007) (إخراج الرسوم المتحركة)
- غيغيغي نو كيتارو (2018) (إخراج الرسوم المتحركة)
- سينت سيا أوميغا (إخراج الرسوم المتحركة، الرسوم المفتاحية)
- توريكو (الرسوم المفتاحية)
- مارفل ديسك وورز: المنتقمون (إخراج الرسوم المتحركة، الرسوم المفتاحية)
- النمر المقنع W (إخراج الرسوم المتحركة، الرسوم المفتاحية)

### أوفا أنمي
- توينبي بارادايس (تصميم الشخصيات)

### أفلام أنمي
- المحقق كونان: العد التنازلي لناطحة السحاب (الرسوم المفتاحية)
- غيغيغي نو كيتارو: إنفجار اليابان!! (إخراج الرسوم المتحركة الرئيسي)
- بوذا 2: الرحلة الأبدية (تصميم الشخصيات، الرسوم المفتاحية)